# Campeonato Femenino Sub-20 de la OFC 2019
El Campeonato Femenino Sub-20 de la OFC 2019 fue la novena edición de dicho torneo. Se disputó en Islas Cook entre el 30 de agosto y el 12 de septiembre. Por primera vez participaron las once selecciones afiliadas a la FIFA. El torneo se jugó en fase de grupos y la fase final.
La ganadora del torneo, Nueva Zelanda, se iba a clasificar para la Copa Mundial Femenina de Fútbol Sub-20 de 2021 (originalmente 2020 pero pospuesto debido a la pandemia de COVID-19) en Costa Rica como representante de la OFC. Sin embargo, la FIFA anunció el 17 de noviembre de 2020 que se cancelaría esta edición de la Copa Mundial.

## Equipos participantes
En cursiva el debutante.
| Equipos participantes | Equipos participantes | Equipos participantes | Equipos participantes |
| --------------------- | --------------------- | --------------------- | --------------------- |
| Fiyi                  | Nueva Zelanda         | Tahití                |                       |
| Islas Cook            | Papúa Nueva Guinea    | Tonga                 |                       |
| Islas Salomón         | Samoa                 | Vanuatu               |                       |
| Nueva Caledonia       | Samoa Americana       |                       |                       |

## Fase de grupos

#### Grupo A
| Equipo        | Pts | PJ | PG | PE | PP | GF | GC | Dif |
| ------------- | --- | -- | -- | -- | -- | -- | -- | --- |
| Vanuatu       | 6   | 3  | 2  | 0  | 1  | 5  | 1  | 4   |
| Fiyi          | 6   | 3  | 2  | 0  | 1  | 4  | 2  | 2   |
| Islas Cook    | 3   | 3  | 1  | 0  | 2  | 1  | 2  | -1  |
| Islas Salomón | 3   | 3  | 1  | 0  | 2  | 2  | 7  | -5  |

| 30 de agosto de 2019, 13:00 (GMT-10) | Islas Salomón | 1:3 (1:1) | Fiyi                                         | Campo de la Academia CIFA, Rarotonga                   |                                                        |
|                                      | Nari 43'      | Reporte   | Diranuve 23', 67' · Qereqeretabua 60' (pen.) | Asistencia: 220 espectadores Árbitra: Lindsey Robinson | Asistencia: 220 espectadores Árbitra: Lindsey Robinson |

| 30 de agosto de 2019, 16:00 (GMT-10) | Vanuatu | 0:1 (0:0) | Islas Cook | Campo de la Academia CIFA, Rarotonga             |                                                  |
|                                      |         | Reporte   | Moekaa 90' | Asistencia: 400 espectadores Árbitra: Rani Perry | Asistencia: 400 espectadores Árbitra: Rani Perry |

| 2 de septiembre de 2019, 13:00 (GMT-10) | Vanuatu                                 | 4:0 (3:0) | Islas Salomón | Campo de la Academia CIFA, Rarotonga              |                                                   |
|                                         | Ngwele 20' · Erikan 36', 44' · Sine 79' | Reporte   |               | Asistencia: 200 espectadores Árbitra: Anne Tuaefe | Asistencia: 200 espectadores Árbitra: Anne Tuaefe |

| 2 de septiembre de 2019, 16:00 (GMT-10) | Islas Cook | 0:1 (0:0) | Fiyi             | Campo de la Academia CIFA, Rarotonga              |                                                   |
|                                         |            | Reporte   | Likuculacula 59' | Asistencia: 400 espectadores Árbitra: Roger Adams | Asistencia: 400 espectadores Árbitra: Roger Adams |

| 5 de septiembre de 2019, 13:00 (GMT-10) | Fiyi | 0:1 (0:1) | Vanuatu         | Campo de la Academia CIFA, Rarotonga             |                                                  |
|                                         |      | Reporte   | C. Kalopong 35' | Asistencia: 220 espectadores Árbitra: Rani Perry | Asistencia: 220 espectadores Árbitra: Rani Perry |

| 5 de septiembre de 2019, 16:00 (GMT-10) | Islas Cook | 0:1 (0:0) | Islas Salomón | Campo de la Academia CIFA, Rarotonga                   |                                                        |
|                                         |            | Reporte   | Ledi 58'      | Asistencia: 300 espectadores Árbitra: Lindsey Robinson | Asistencia: 300 espectadores Árbitra: Lindsey Robinson |

#### Grupo B
| Equipo          | Pts | PJ | PG | PE | PP | GF | GC | Dif |
| --------------- | --- | -- | -- | -- | -- | -- | -- | --- |
| Nueva Zelanda   | 9   | 3  | 3  | 0  | 0  | 47 | 0  | 47  |
| Tahití          | 6   | 3  | 2  | 0  | 1  | 17 | 5  | 12  |
| Samoa Americana | 3   | 3  | 1  | 0  | 2  | 3  | 21 | -18 |
| Samoa           | 0   | 3  | 0  | 0  | 3  | 2  | 43 | -41 |

| 31 de agosto de 2019, 13:00 (GMT-10) | Nueva Zelanda | 30:0 (11:0) | Samoa | Campo de la Academia CIFA, Rarotonga                  |                                                       |
|                                      | Brown 1', 10', 12' (pen.), 16', 49' · 58', 61', 71', 85', 86', 90+1' · Wasi 18', 45', 70' · Rennie 22', 36', 38' · Jenkins 37', 43', 53', 68', 80' · Wisnewski 56' · Abbott 65', 82' · Maynard 74', 76', 78', 88', 90+1' | Reporte     |       | Asistencia: 250 espectadores Árbitra: Tapaita Lelenga | Asistencia: 250 espectadores Árbitra: Tapaita Lelenga |

| 31 de agosto de 2019, 16:00 (GMT-10) | Tahití                                                    | 7:0 (6:0) | Samoa Americana | Campo de la Academia CIFA, Rarotonga               |                                                    |
|                                      | Tamarii · 11', 18', 27', 31' · Mose 15' · Tepepa 25', 72' | Reporte   |                 | Asistencia: 250 espectadores Árbitra: Torika Delai | Asistencia: 250 espectadores Árbitra: Torika Delai |

| 3 de septiembre de 2019, 13:00 (GMT-10) | Tahití | 0:5 (0:4) | Nueva Zelanda                                | Campo de la Academia CIFA, Rarotonga              |                                                   |
|                                         |        | Reporte   | Jenkins 7' (pen.) · Brown 11', 15', 45', 70' | Asistencia: 350 espectadores Árbitra: Timothy Niu | Asistencia: 350 espectadores Árbitra: Timothy Niu |

| 3 de septiembre de 2019, 16:00 (GMT-10) | Samoa Americana             | 3:2 (3:1) | Samoa         | Campo de la Academia CIFA, Rarotonga              |                                                   |
|                                         | Tofaeono 25' · Lui 31', 42' | Reporte   | Ruby 10', 80' | Asistencia: 180 espectadores Árbitra: Fina Angelo | Asistencia: 180 espectadores Árbitra: Fina Angelo |

| 6 de septiembre de 2019, 13:00 (GMT-10) | Samoa | 0:10 (0:5) | Tahití                                                                        | Campo de la Academia CIFA, Rarotonga              |                                                   |
|                                         |       | Reporte    | Tufaunui 9' · Tamarii 19', 42' · Tepea 23', 36', 50', 75', 83', 90' · Mai 90' | Asistencia: 190 espectadores Árbitra: Fina Angelo | Asistencia: 190 espectadores Árbitra: Fina Angelo |

| 6 de septiembre de 2019, 16:00 (GMT-10) | Samoa Americana | 0:12 (0:8) | Nueva Zelanda | Campo de la Academia CIFA, Rarotonga                  |                                                       |
|                                         |                 | Reporte    | Collins 3', 33', 43' (pen.), 56', 60' · Rennie 6', 45' · Wasi 17' · Kapisi 25' (a.g.) · Herman-Watt 38' · Maynard 74' · Wilford Carroll 89' | Asistencia: 120 espectadores Árbitra: Tapaita Lelenga | Asistencia: 120 espectadores Árbitra: Tapaita Lelenga |

#### Grupo C
| Equipo             | Pts | PJ | PG | PE | PP | GF | GC | Dif |
| ------------------ | --- | -- | -- | -- | -- | -- | -- | --- |
| Nueva Caledonia    | 6   | 2  | 2  | 0  | 0  | 12 | 2  | 10  |
| Papúa Nueva Guinea | 3   | 2  | 1  | 0  | 1  | 2  | 8  | -6  |
| Tonga              | 0   | 2  | 0  | 0  | 2  | 2  | 6  | -4  |

| 30 de agosto de 2019, 10:00 (GMT-10) | Papúa Nueva Guinea | 0:8 (0:4) | Nueva Caledonia                                                                        | Campo de la Academia CIFA, Rarotonga                 |                                                      |
|                                      |                    | Reporte   | Neporo 3', 29' · Cawa 16', 32' · Pahoa 55' · Gelima 79' · Boula 88' · Manas 90' (a.g.) | Asistencia: 250 espectadores Árbitra: Nadia Browning | Asistencia: 250 espectadores Árbitra: Nadia Browning |

| 2 de septiembre de 2019, 10:00 (GMT-10) | Nueva Caledonia                       | 4:2 (1:1) | Tonga                  | Campo de la Academia CIFA, Rarotonga               |                                                    |
|                                         | Matao 45' · Cawa 49' · Boula 79', 81' | Reporte   | Feke 6' · Polovili 86' | Asistencia: 200 espectadores Árbitra: Shama Maemae | Asistencia: 200 espectadores Árbitra: Shama Maemae |

| 5 de septiembre de 2019, 10:00 (GMT-10) | Tonga | 0:2 (0:0) | Papúa Nueva Guinea      | Campo de la Academia CIFA, Rarotonga                 |                                                      |
|                                         |       | Reporte   | Jangiko 64' · Bekio 84' | Asistencia: 200 espectadores Árbitra: Nadia Browning | Asistencia: 200 espectadores Árbitra: Nadia Browning |

## Segunda fase
|  | Semifinales                         | Semifinales                         |   |                                    | Final                               | Final |  |
|  |                                     |                                     |   |                                    |                                     |       |  |
|  |                                     |                                     |   |                                    |                                     |       |  |
|  | 9 de septiembre de 2019 - Rarotonga |                                     |   |                                    |                                     |       |  |
|  | Tahití                              | 0 (6)                               |   |                                    |                                     |       |  |
|  | Nueva Caledonia (p.)                | 0 (7)                               |   |                                    |                                     |       |  |
|  |                                     |                                     |   |                                    |                                     |       |  |
|  |                                     |                                     |   |                                    | 12 de diciembre de 2018 - Rarotonga |       |  |
|  |                                     |                                     |   |                                    | Nueva Caledonia                     | 2     |  |
|  |                                     | Nueva Zelanda                       | 5 |                                    |                                     |       |  |
|  |                                     |                                     |   |                                    |                                     |       |  |
|  |                                     |                                     |   |                                    |                                     |       |  |
|  |                                     |                                     |   |                                    | Tercer lugar                        |       |  |
|  | 9 de septiembre de 2019 - Rarotonga | 9 de septiembre de 2019 - Rarotonga |   | 1 de diciembre de 2018 - Rarotonga | 1 de diciembre de 2018 - Rarotonga  |       |  |
|  | Vanuatu                             | 0                                   |   | Tahití                             | 4                                   |       |  |
|  | Nueva Zelanda                       | 11                                  |   |                                    | Vanuatu                             | 1     |  |

### Semifinales
| 9 de septiembre de 2019, 13:30 (GMT-10) | Tahití                                                                              | 0:0 (t. s.)(6:7 p.)        | Nueva Caledonia                                                               | Campo de la Academia CIFA, Rarotonga                 |                                                      |
|                                         |                                                                                     | Reporte                    |                                                                               | Asistencia: 400 espectadores Árbitra: Nadia Browning | Asistencia: 400 espectadores Árbitra: Nadia Browning |
|                                         |                                                                                     | Tiros desde el punto penal |                                                                               |                                                      |                                                      |
|                                         | - Tamarii - Tepea - Mai - Harry - Tihoni - Tekakioteragi - Hauata - Wong - Tetavahi |                            | - Matao - Pahoa - Sakilia - Wahnapo - Ufepi - Cawa - Iekawe - Gelima - Zasina |                                                      |                                                      |

| 9 de septiembre de 2019, 17:00 (GMT-10) | Vanuatu | 0:11 (0:5) | Nueva Zelanda                                                                                        | Campo de la Academia CIFA, Rarotonga             |                                                  |
|                                         |         | Reporte    | Brown 5', 9', 26', 57', 72' · Rennie 20' · Jenkins 38' · Collins 53' · Wisnewski 68', 89' · Wall 77' | Asistencia: 110 espectadores Árbitra: Rani Perry | Asistencia: 110 espectadores Árbitra: Rani Perry |

### Tercer puesto
| 12 de septiembre de 2019, 14:00 (GMT-10) | Tahití                              | 4:1 (1:0) | Vanuatu         | Campo de la Academia CIFA, Rarotonga |                       |
|                                          | Tepea 29' · Wong 52', 90' · Chu 53' | Reporte   | Gere 87' (pen.) | Árbitra: Shama Maemae                | Árbitra: Shama Maemae |

### Final
| 12 de septiembre de 2019, 17:00 (GMT-10) | Nueva Caledonia      | 2:5 (1:2) | Nueva Zelanda                                               | Campo de la Academia CIFA, Rarotonga |                      |
|                                          | Cawa 45' · Pahoa 86' | Reporte   | Rennie 17', 68' · Mittendorff 31' · Jenkins 72' · Brown 75' | Árbitra: Fina Angelo                 | Árbitra: Fina Angelo |

|                                  |
| Bandera de Nueva Zelanda         |
| Campeón Nueva Zelanda 7.º título |

## Máximas goleadoras
| Kelli Brown                                | Nueva Zelanda   | 11 |
| Maggie Jenkins                             | Nueva Zelanda   | 5  |
| Arabella Maynard                           | Nueva Zelanda   | 5  |
| Tahia Tamarii                              | Tahití          | 4  |
| Gabi Rennie                                | Nueva Zelanda   | 3  |
| Rene Wasi                                  | Nueva Zelanda   | 3  |
| Asenaca Diranuve                           | Fiyi            | 2  |
| Cassidy Cawa                               | Nueva Caledonia | 2  |
| Jennifer Neporo                            | Nueva Caledonia | 2  |
| Amelia Abbott                              | Nueva Zelanda   | 2  |
| Babou Tepea                                | Tahití          | 2  |
| Ngamata Moekaa                             | Islas Cook      | 1  |
| Laniana Qereqeretabua                      | Fiyi            | 1  |
| Joana Boula                                | Nueva Caledonia | 1  |
| Ashley Gelima                              | Nueva Caledonia | 1  |
| Jackie Pahoa                               | Nueva Caledonia | 1  |
| Grace Wisnewski                            | Nueva Zelanda   | 1  |
| Edith Nari                                 | Islas Salomón   | 1  |
| Tetia Mose                                 | Tahití          | 1  |
| Última actualización: 31 de agosto de 2019 |                 |    |

## Clasificada aCosta Rica 2021
Torneo cancelado
| Bandera de Nueva Zelanda |
| Nueva Zelanda            |